# Dystheatias beecheyi
Dystheatias beecheyi är en insektsart som beskrevs av George Willis Kirkaldy 1907. Dystheatias beecheyi ingår i släktet Dystheatias och familjen kilstritar.
Artens utbredningsområde är Fiji. Utöver nominatformen finns också underarten D. b. fuscata.